# Карпюк Микола Андронович
Мико́ла Андро́нович Карпю́к (нар. 21 травня 1964, с. Великий Житин, Рівненська область, УРСР) — український громадський та політичний діяч, співзасновник УНА-УНСО. Учасник конфлікту у Придністров'ї, грузино-абхазького конфлікту, акції Україна без Кучми, Помаранчевої революції та Революції гідності.
У березні 2014 року затриманий при в'їзді до Росії, де утримувався під вартою за сфабрикованими звинуваченнями у злочинах проти федеральних військ, скоєних у ході першої чеченської війни. У травні 2016 року засуджений до 22,5 років ув'язнення. Російська правозахисна організація «Меморіал» визнала Миколу Карпюка разом зі Станіславом Клихом політв'язнями. 7 вересня 2019 року звільнений в рамках обміну між Україною і РФ.

## Ранні роки
Народився 21 травня 1964 року у селі Великий Житин на Рівненщині. Після здобуття середньої освіти працював токарем на рівненському заводі «Газотрон». Протягом 1982—1984 років проходив строкову військову службу. По завершенні служби в армії повернувся до Рівного, де працював за фахом токарем на місцевому льонокомбінаті (1984—1985), заводі тракторних запчастин (1985—1986) та «Газотроні» (1986—1990). Працював журналістом у газеті «Наша справа».

## Політична діяльність
У 1989 році вступив в Українську гельсінську спілку. З 1990 року очолював рівненську обласну організацію Спілки незалежної української молоді. Був головою Рівненської обласної організації Української національної асамблеї. 19 серпня 1991 року сформував і став командиром першого загону Української національної самооборони.
У 1992—1993 роках брав участь у Придністровському конфлікті на боці ПМР. Очолював делегацію УНСО на перемовинах з ПМР, після чого очолив перший добровільчий загін, який долучився до конфлікту. Згодом став начальником Штабу УНСО ПМР.  
В липні 1993 року змінив на посаді командира добровольчого корпусу "Арго" Валерія Бобровича. Добровольчий корпус УНСО "Арго" брав участь у війні в Абхазії на боці Грузії. Микола Карпюк був нагороджений владою Грузії орденом Вахтанга Горгасалі III-го ступеня.
26 грудня 1997 року зареєстрував у м. Рівне обласний осередок партії "Українська національна асамблея", перейменований у 2014 році в ГО "Рівненська обласна організація політичної партії Правий Сектор" (знятий з реєстрації 6 лютого 2018 року).
Брав участь у парламентських виборах 1998 та 2002 років за списками Української національної асамблеї (номер 13 та 1 відповідно), проте до Верховної Ради обидва рази партія не пройшла.
У 2000—2001 роках брав участь в акції «Україна без Кучми», через що був арештований та засуджений до п'яти років ув'язнення. Вийшов із в'язниці у 2004 році. 
У жовтні 2015 року Європейський суд з прав людини виніс рішення, відповідно до якого держава Україна має виплатити Миколі Карпюку компенсацію в розмірі 3 тис. євро через порушення його прав під час розгляду справи про події 9 березня 2001 року. Після звільнення відігравав помітну роль у керівництві УНА—УНСО, був заступником голови партії Юрія Шухевича. 
Під час Помаранчевої революції керував підрозділами УНСО, які підтримали Віктора Ющенка. 
У 2005 році був нагороджений орденом "За мужність" III-го ступеня.
Під час Євромайдану приєднався до Правого сектору. Брав активну участь у відбитті Штурму Євромайдану 11 грудня, протистоянні на вул. Грушевського та вул.Інститутський.
Після Перемоги Револіції гідності став заступником керівника по політичному блоку "Правий сектор".

## Викрадення
У березні 2014 року з ініціативи Правого сектору був направлений до Москви на переговори з особами з оточення Путіна для обговорення можливості скасування кримського референдуму, проте тодішній лідер Правого сектору Дмитро Ярош зазначає, що особисто він був проти цієї поїздки.
17 березня був затриманий при перетині російсько-українському кордоні у Чернігівській області російськими прикордонниками, після чого був доправлений до Брянська, де разом з двома іншими затриманими утримувався в ізоляторі. 21 березня перевезений до СІЗО міста Єсентуки. Під час перебування у СІЗО щодо нього застосовувалися тортури та шантаж.
До вересня 2015 року місце перебування Карпюка було невідомим: російський адвокат Ілля Новіков висловлював припущення про те, що Карпюк мертвий. За повідомленням дружини, перша зустріч Миколи Карпюка з адвокатами відбулася 14 вересня 2015 року, до того ані захисники, ані українські консули до нього потрапити не могли.
Під час утримання під вартою щодо Карпюка застосовувалися тортури, зокрема, катування електричним струмом. Карпюка під час допитів та тортур тримали в одиночній камері розміром 1м2, забороняли спати вночі та протягом доби. Під тортурами та погрозами російських правоохоронців викрасти і катувати дружину і сина Карпюка він змушений був взяти провину на себе. В ув'язненні через докори сумління, що з нього вибили недостовірні покази на інших людей, вдався до спроби самогубства, намагаючись перерізати горло іржавим цвяхом, проте цю спробу попередили наглядачі.
7 вересня 2019 року був звільнений з російської в'язниці разом з іншими 34 українськими заручниками у ході обміну полоненими між Україною та Росією.

## Кримінальна справа в Росії
Миколі Карпюку, разом з іншим затриманим у Росії українцем, Станіславом Клихом, були висунуті звинувачення в участі у бойових діях під час першої чеченської війни на боці Чеченської Республіки Ічкерія, а саме у створенні та керуванні загоном «Вікінг», замаху на вбивство та вбивствах військовослужбовців Збройних сил Росії у 1994—1995 роках. Звинувачення базувалися на показах засудженого до 24,5 років ув'язнення Олександра Малофєєва, який нібито був членом загону «Вікінг»; самі Клих та Карпюк заперечували відвідини Чечні до свого ув'язнення. Серед фігурантів цих справ виявився і Арсеній Яценюк.
26 травня 2016 року Верховний суд Чечні визнав Миколу Карпюка винним та засудив на 22,5 років ув'язнення. Адвокати Карпюка неодноразово заявляли про порушення під час розгляду справи їхнього підзахисного. Разом з іншим фігурантом справи — Станіславом Клихом — Микола Карпюк підписав заяву про апеляцію на рішення суду, проте Верховний суд РФ залишив у силі вирок обом в'язням. Після завершення судового процесу для відбування покарання Миколу Карпюка етапували до колонії у Владимирській області; наприкінці січня 2017 року стало відомо, що Карпюк перебуває у Владимирському централі.
У листопаді 2016 року Карпюк і Клих направили звернення до Міністерства юстиції України щодо їх переведення для відбування покарання до України; крім того, захисники Карпюка і Клиха розпочали підготовку до подання позову до Європейського суду з прав людини.
Amnesty International назвала судовий процес над Миколою Карпюком та Станіславом Клихом «пародією на правосуддя».

## Особисте життя
Одружений. Дружина — Олена, син — Тарас.